# Клітка для канарок
«Клітка для канарок» (рос. «Клетка для канареек») — радянський художній фільм-драма 1983 року режисера Павла Чухрая за мотивами п'єси Анатолія Сергєєва «Випадок на вокзалі».

## Сюжет
У фільмі показана внутрішня криза двох підлітків, Олесі (Євгенія Добровольська) і Віктора (В'ячеслав Баранов). Олеся щойно втекла з дому, а Віктор — заробляє крадіжками. Обом підліткам здається, що вони замкнені в клітці, і вони намагаються вирватися на волю.

## У ролях
- Євгенія Добровольська —  Олеся
- В'ячеслав Баранов —  Віктор
- Аліса Фрейндліх —  мати Олесі
- Борис Бачурін —  міліціонер
- Семен Фарада —  супроводжуючий
- Велта Жигуре —  провідниця
- Валентина Ананьїна —  залізничниця
- Галина Комарова —  буфетниця
- Марина Левтова —  працівниця вокзального телеграфу

## Знімальна група
- Автори сценарію:  Анатолій Сергєєв,  Павло Чухрай
- Режисер:  Павло Чухрай
- Автор і виконавець пісень:  Вероніка Доліна
- Оператор:  Михайло Біц